# Messor striatifrons
Messor striatifrons es una especie de hormiga del género Messor, subfamilia Myrmicinae. 

## Distribución
Esta especie se encuentra en Namibia y Sudáfrica.